# منطقه ۷ پاریس
منطقه ۷ پاریس (به فرانسوی: 7e arrondissement de Paris) یک منطقهٔ مسکونی در فرانسه است که در پاریس واقع شده‌ و در ساحل سمت چپ رود سن واقع شده است. منطقه ۷ پاریس ۴٫۰۹ کیلومتر مربع مساحت دارد.به زبان فرانسوی این منطقه septième (هفتم) گفته می‌شود.

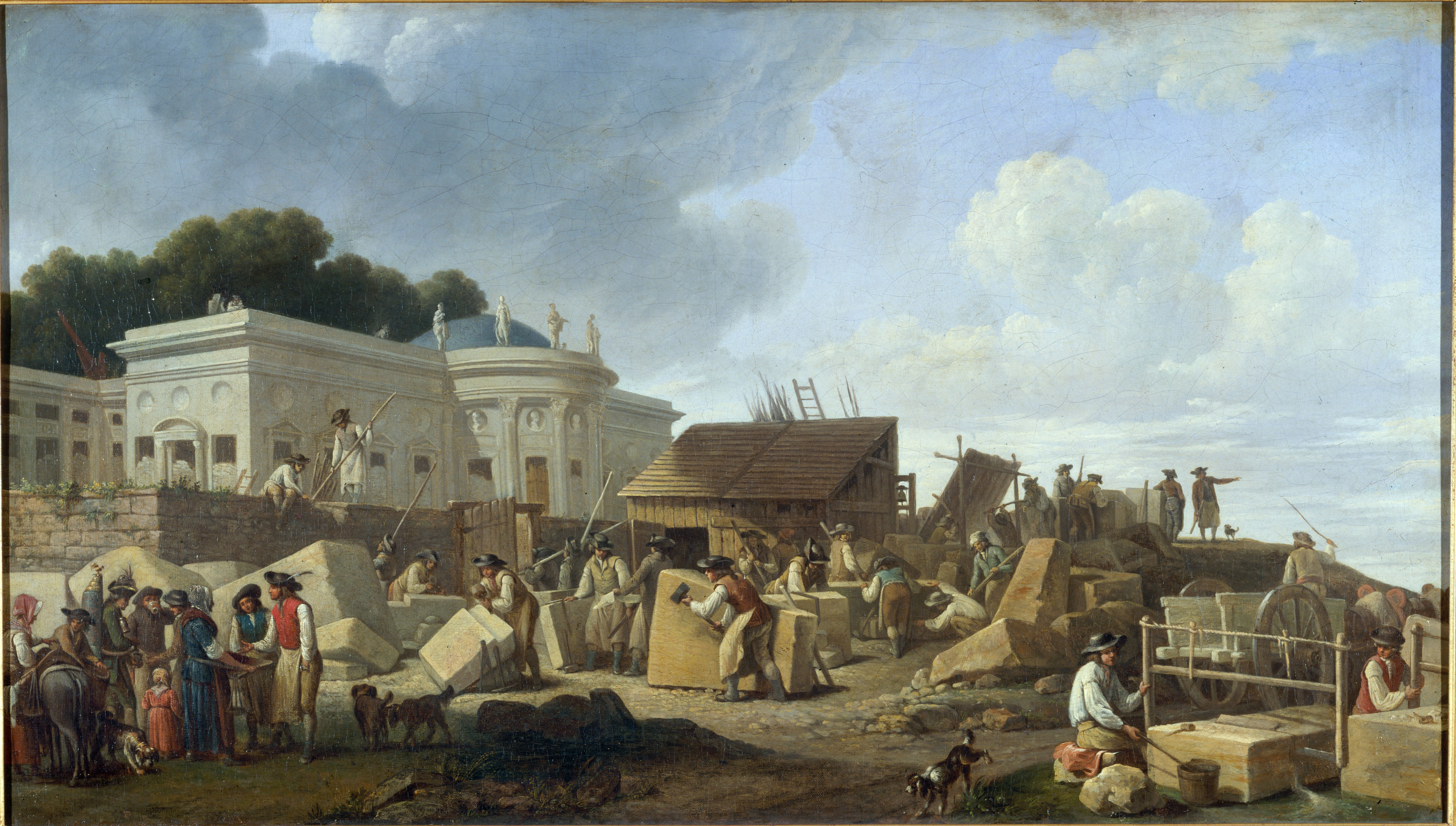
Construction of Hôtel de Salm, 1787. Paris, موزه کارناوالت.

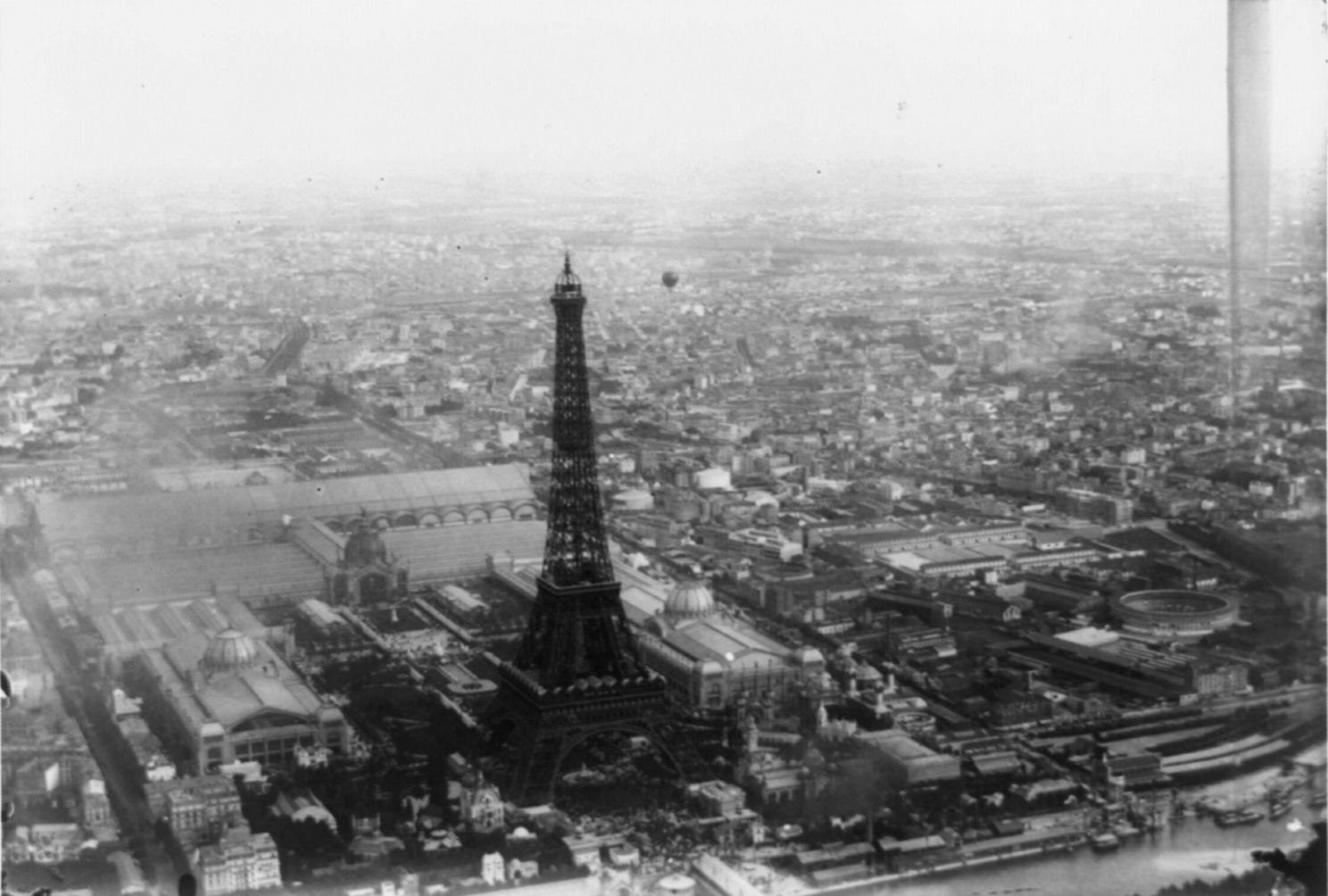
Exposition Universelle in 1889, the entrance arch is known as the برج ایفل

## مناظر شهری

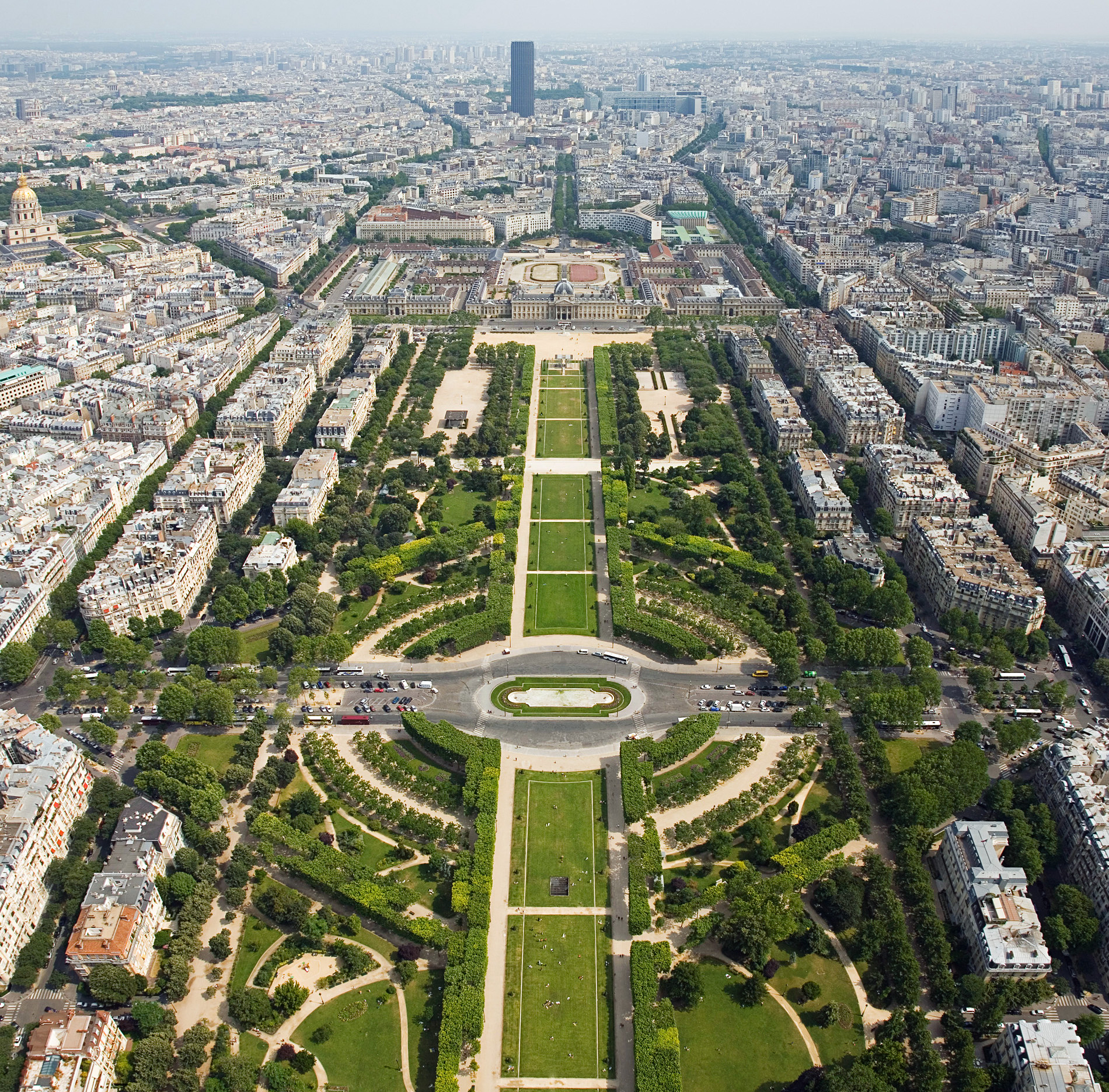
میدان شان دو مارس نمایی از بالای برج ایفل
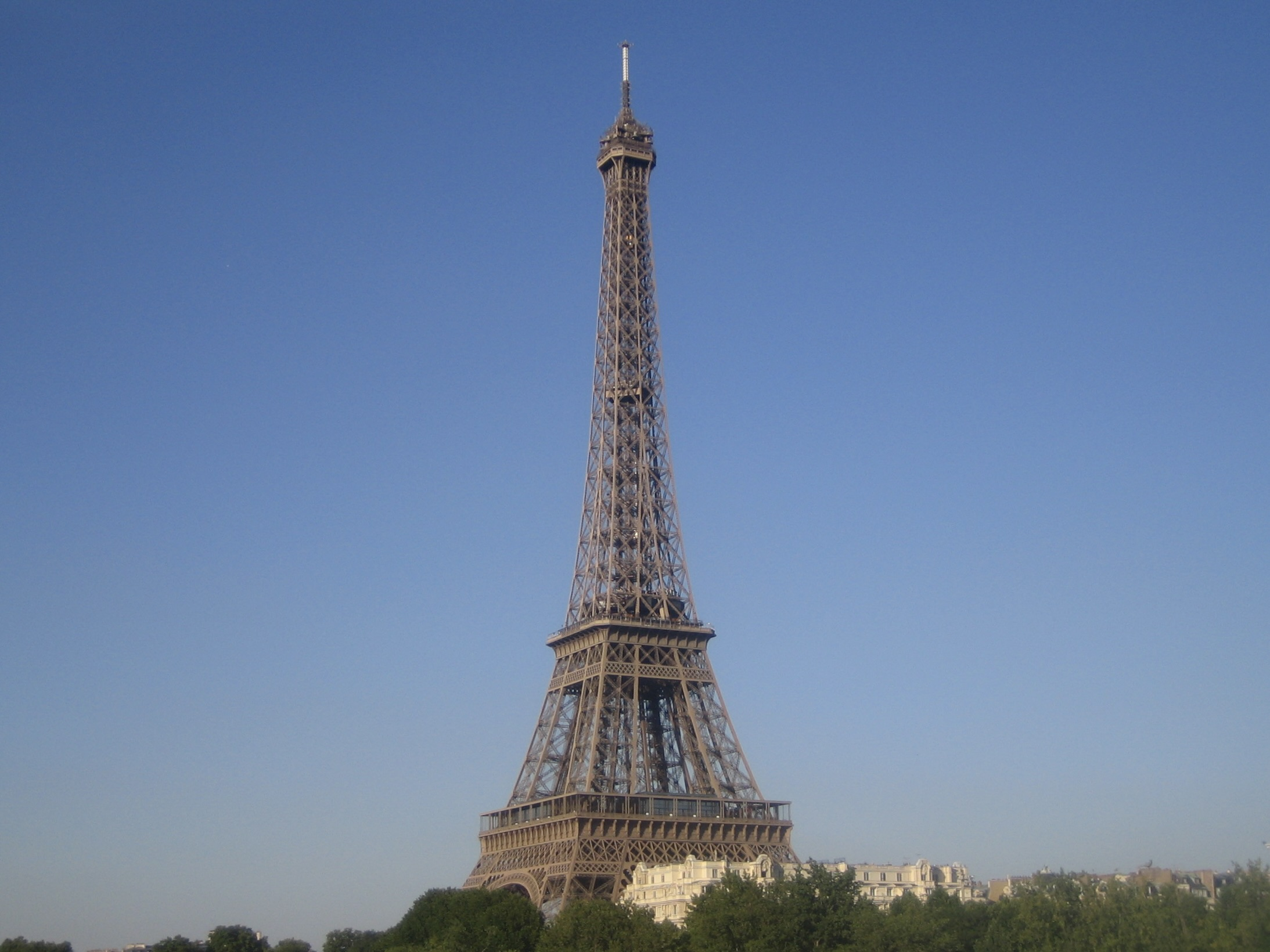
برج ایفل
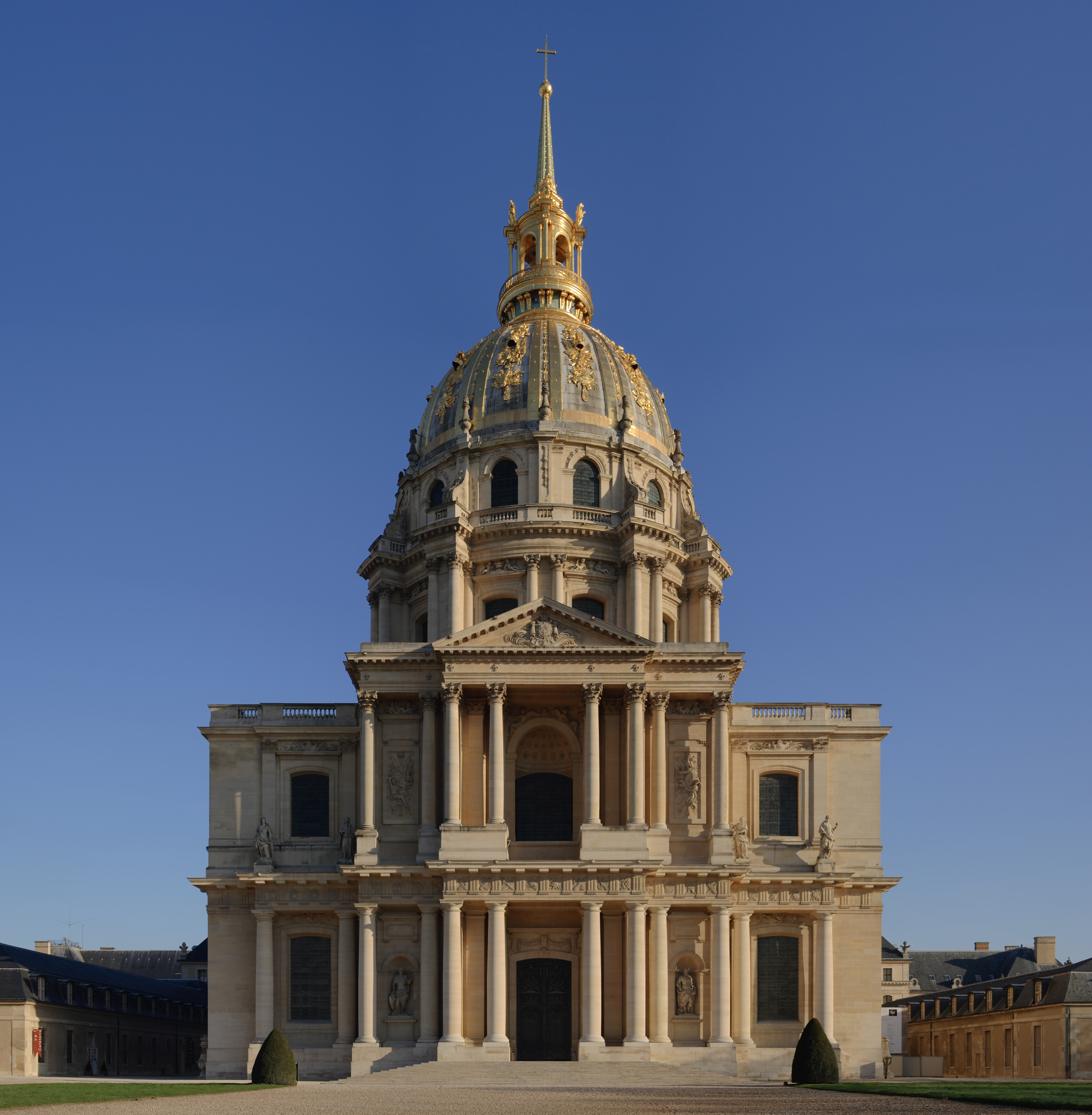
St. Louis Chapel of the لزنولید نمایی از خیابان de Breteuil
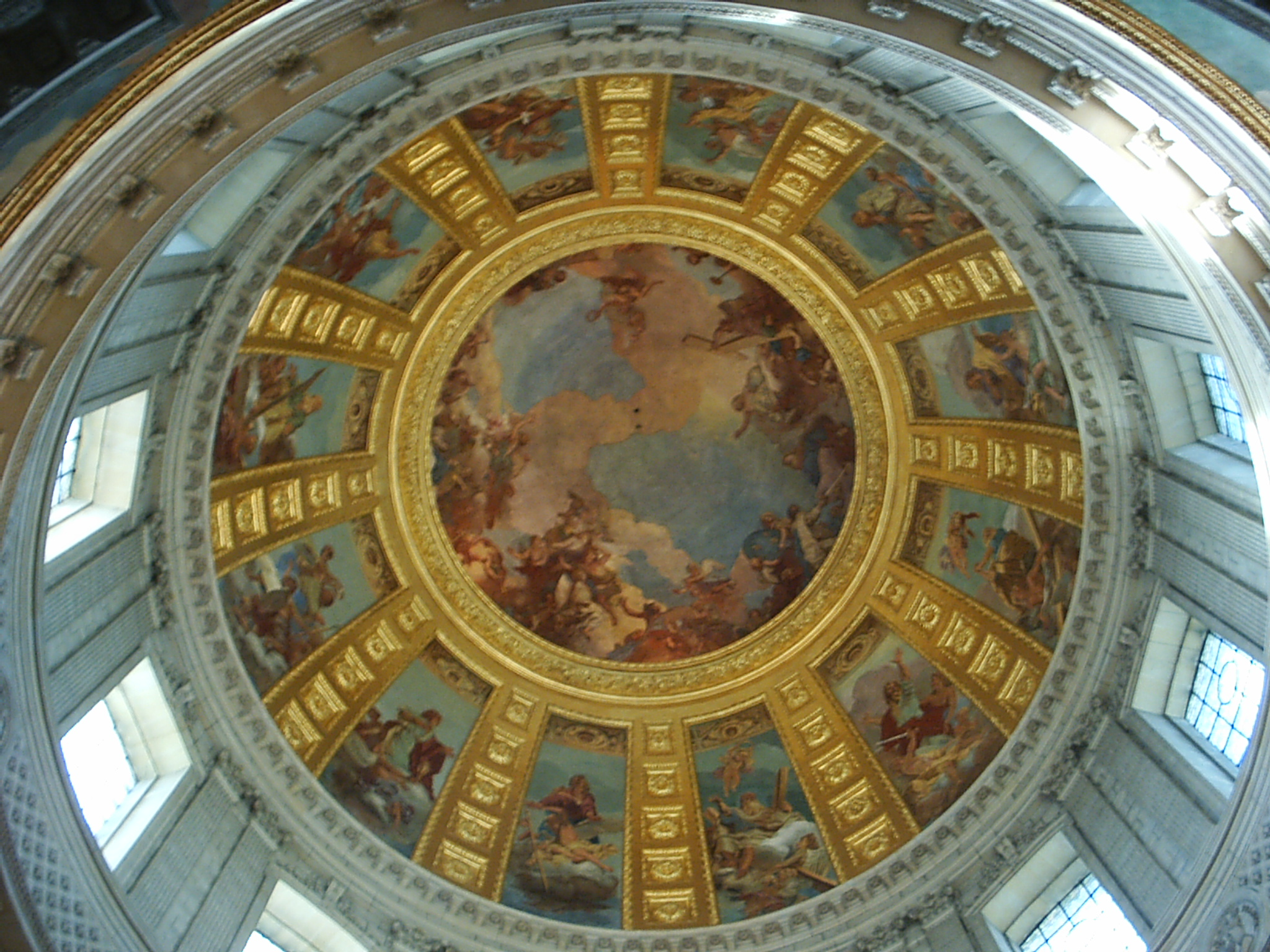
نمایی از داخل کلیسا لزنولید
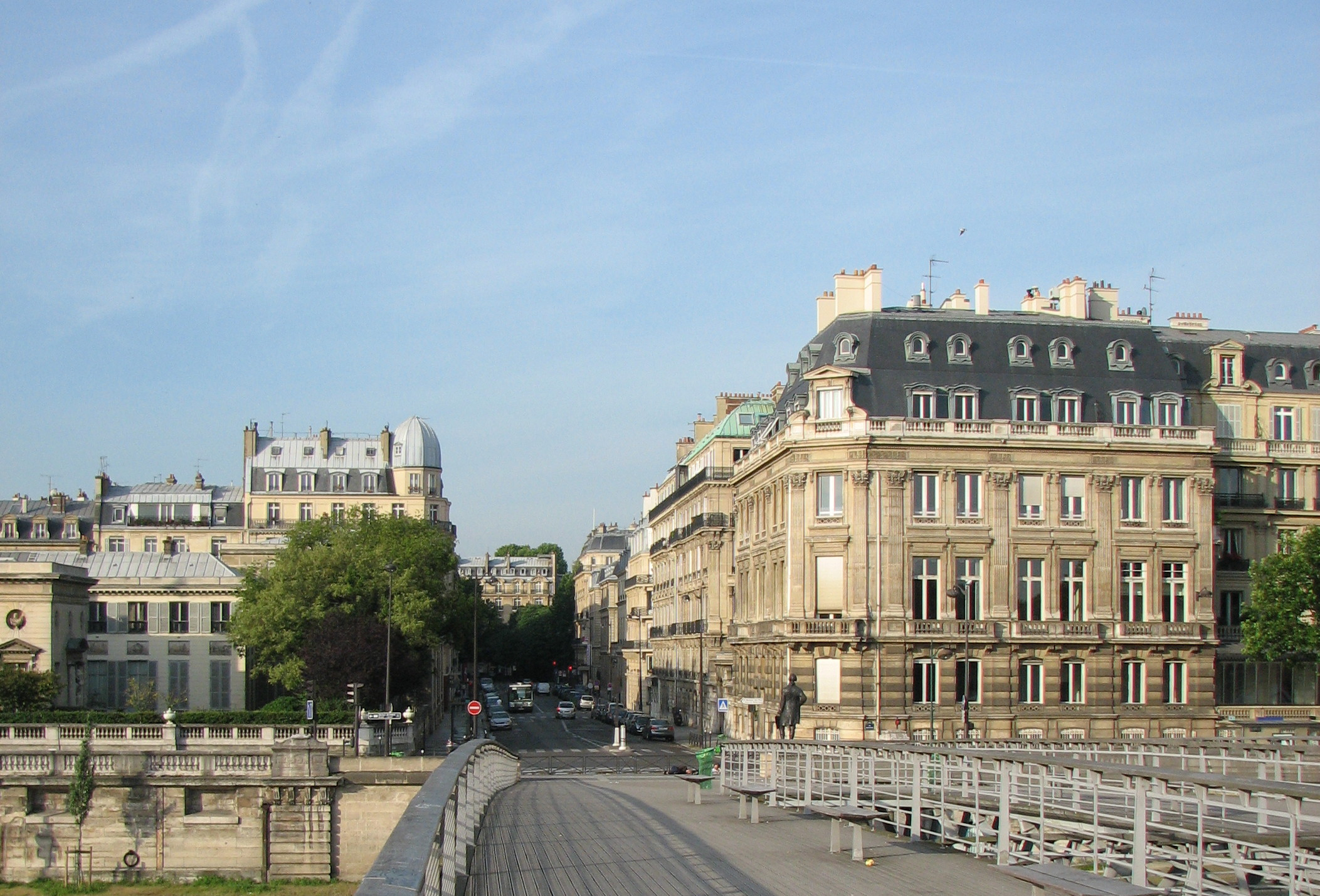
View of rue de Solferino from the Léopold-Sédar-Senghor bridge
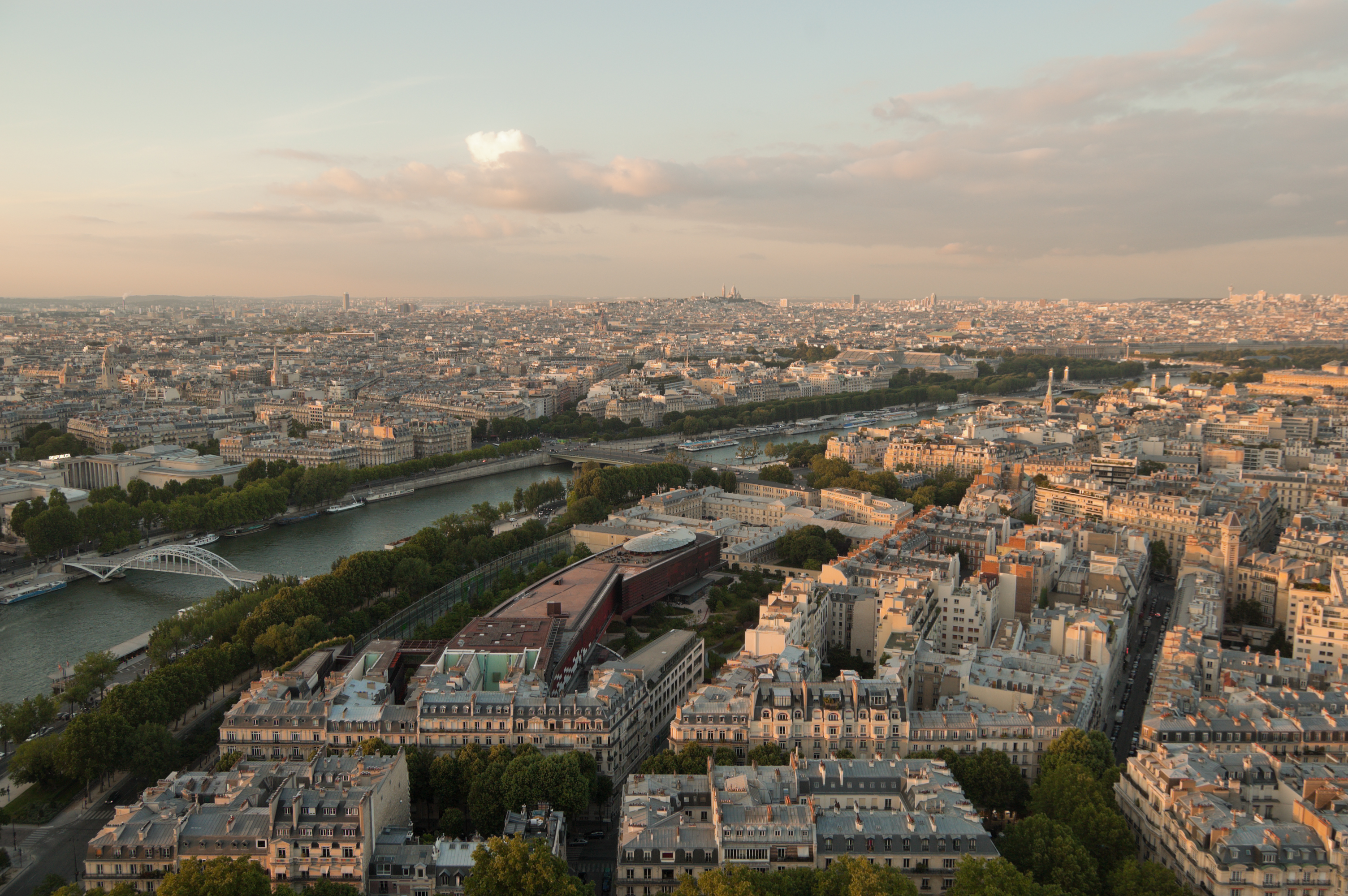
رود سن و منطقه ۷ در یک نما از برج ایفل
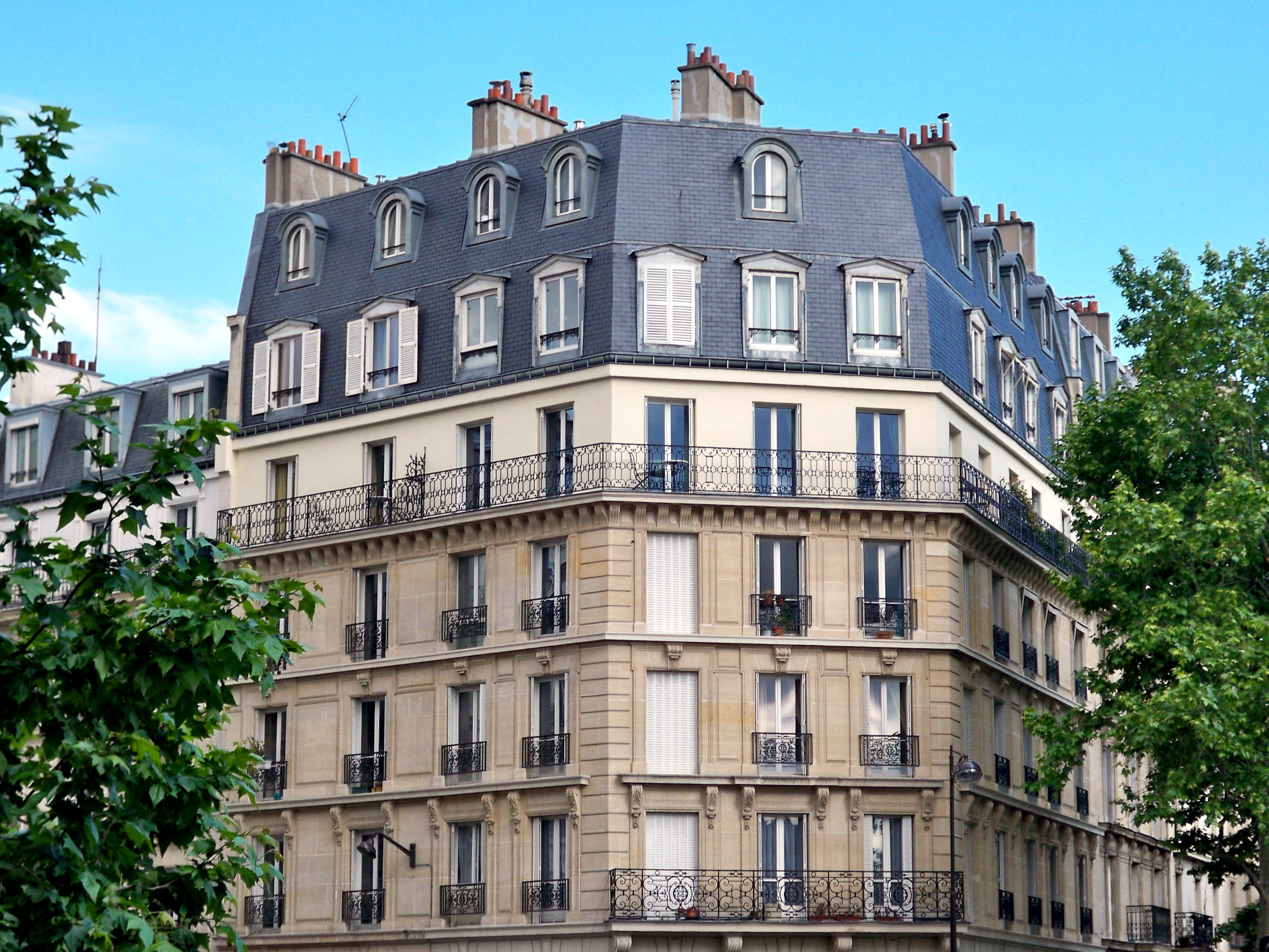
معماری قدیمی پاریس در منطقه ۷

## مکان‌های دیدنی
مکان‌های مهم شامل:
- مجمع ملی (فرانسه)
- برج ایفل
- هتل ماتینیون

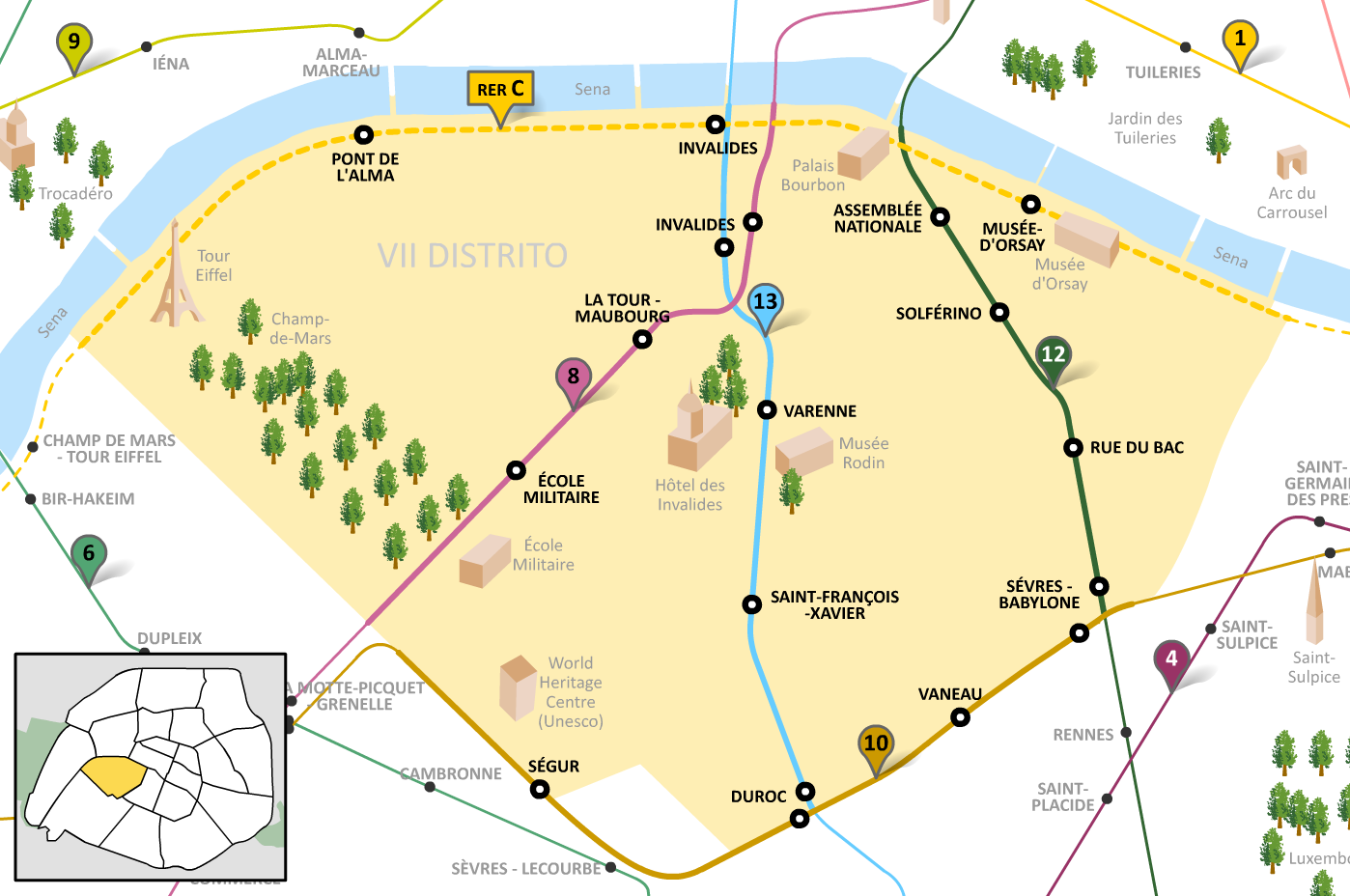

- Hôtel de Boisgelin (Rue de Varenne, Paris), historic building, home to the Italian embassy in Paris.
- میدان شان دو مارس
- موزه اورسی
- École Militaire
- لزنولید
- Musée du quai Branly
- Musée national de la Légion d'Honneur et des Ordres de Chevalerie
- Musée Maillol
- Musée de l'Ordre de la Libération
- موزه رودن
- Musée Valentin Haüy
- مؤسسه مطالعات سیاسی پاریس (Sciences Po)

## اقتصاد
ایر لیکوئید, آلکاتل-لوسنت, و Valode & Pistre دفاتر اصلی خود را در این منطقه ایجاد کرده‌اند. 

## دولت
وزارت کشاورزی فرانسه و وزارت آموزش ملی (فرانسه) دفاتر اصلی خود را در این منطقه ایجاد کرده‌اند.

## ورزش
این منطقه میزبان سوارکاری در بازی‌های المپیک تابستانی ۱۹۰۰ نیز بود.